# 알레산드라 멜레
알레산드라 멜레(Alessandra Mele, 2002년 9월 5일 ~ )는 노르웨이, 이탈리아의 싱어송라이터로, 짧게 알레산드라(Alessandra)로 활동하고 있다. 2023 유로비전 송 콘테스트 노르웨이 대표 참가자이다. 2022년, 음악 경연 프로그램 《더 보이스》 노르웨이 시즌 7에 참가한 경력이 있다.